# Romboeder
En romboeder är en parallellepiped där de sex sidorna är romber. På samma sätt som i en kub är alla kanter lika långa, men vinklarna är inte (alla) räta. Är alla sidorna kongruenta är romboedern en trigonal trapetsoeder.